# Pericoma alticola
Pericoma alticola és una espècie de dípter pertanyent a la família dels psicòdids present a Europa: Itàlia, Àustria, Suïssa i els territoris de l'antiga República Federal Socialista de Iugoslàvia.